# イェージ
イェージ（伊: Jesi）は、イタリア共和国マルケ州アンコーナ県にある都市で、その周辺地域を含む人口約40,000人の基礎自治体（コムーネ）。

## 名称
- ラテン語: Aesis

## 地理

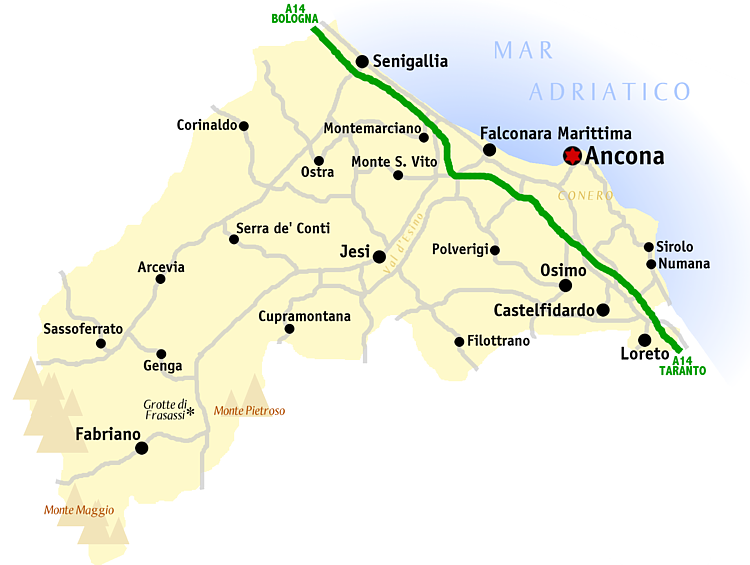
アンコーナ県概略図

### 位置・広がり
アンコーナ県中部に位置するコムーネ。県都・州都アンコーナから西南西へ24km、マチェラータから北北西へ30km、ペーザロから南南東へ50km、ペルージャから北東へ83kmの距離にある。

#### 隣接コムーネ
隣接するコムーネは以下のとおり。括弧内のMCはマチェラータ県所属を示す。
- アグリアーノ
- カメラータ・ピチェーナ
- カステルベッリーノ
- キアラヴァッレ
- チンゴリ (MC)
- フィロットラーノ
- マイオラーティ・スポンティーニ
- モンサーノ
- モンテ・ロベルト
- モンテ・サン・ヴィート
- ポルヴェリージ
- サン・マルチェッロ
- サン・パオロ・ディ・イェージ
- サンタ・マリーア・ヌオーヴァ
- スタッフォロ

### 気候分類・地震分類
イェージにおけるイタリアの気候分類 (it) および度日は、zona D, 1899 GGである。
また、イタリアの地震リスク階級 (it) では、zona 2 (sismicità media) に分類される。

## 行政

### 分離集落
イェージには以下の分離集落（フラツィオーネ）がある。
- Castelrosino, Verziere, Mazzangrugno, Pantiere di Jesi, Piandelmedico, Santa Lucia, Tabano

## 人物

### 著名な出身者
- フリードリヒ2世 - 神聖ローマ皇帝
- ジョヴァンニ・バッティスタ・ペルゴレージ - 18世紀の作曲家
- ラファエル・サバチニ - 19-20世紀の小説家
- ジャンカルロ・ファラッパ（英語版） - ロードレーサー
- ロベルト・マンチーニ - サッカー選手、指導者
- ジョヴァンナ・トリッリーニ（英語版） - フェンシング選手
- バレンチナ・ベッツァーリ - フェンシング選手

## 姉妹都市
- ヴァイブリンゲン（ドイツ） - 1996
- マイエンヌ（フランス）- 2001